# Rolando
Rolando je moško osebno ime.

## Izvor imena
Ime Rolando je različica moškega osebnega imena Roland.

## Pogostost imena
Po podatkih Statističnega urada Republike Slovenije je bilo na dan 31. decembra 2007 v Sloveniji število moških oseb z imenom Rolando: 91.

## Osebni praznik
Osebe z imenom Rolando lahko godujejo takrat kot osebe z imenom Roland.